# Manettia arboricola
Manettia arboricola är en måreväxtart som beskrevs av David H. Lorence. Manettia arboricola ingår i släktet Manettia och familjen måreväxter.
Artens utbredningsområde är Panamá. Inga underarter finns listade i Catalogue of Life.